# Малая Гверстонь
Малая Гверстонь — деревня в Печорском районе Псковской области России. Входит в состав сельского поселения «Круппская волость».
Расположена на севере района в 4 км от берега Псковского озера и в 10 км к югу от волостного центра, деревни Крупп.

## Население
Численность населения деревни по состоянию на конец 2000 года составляла 27 жителей.
В деревне проживали иконописцы:
- архимандрит Зинон (Теодор)
- монах Павел (Бесчасный)

| 2001 | 2002 | 2010 |
| ---- | ---- | ---- |
| 27   | ↗35  | ↘22  |